# Gampong Teungoh (Meurah Mulia)
Gampong Teungoh is een bestuurslaag in het regentschap Aceh Utara van de provincie Atjeh, Indonesië. Gampong Teungoh telt 442 inwoners (volkstelling 2010).